# Mansinam
Mansinam of Manasbari is een klein eiland aan de Dorehbaai in het uiterste noordwesten van de Geelvinkbaai, gelegen in de provincie West-Papoea, Indonesië.
In het verleden, toen Nieuw-Guinea nog niet onder de latere koloniale machten verdeeld was, stichtten de Engelsen vanuit Bengalen hier in 1793 hun Fort Coronation en noemden de nieuwe kolonie New Albion. Ruim een jaar later werd de vestiging door ziekten onder de bezetters en de voortdurende aanvallen van de Papoea's  weer opgeheven.
In 1855 vestigden zich op Mansinam de Duitse zendelingen Carl W. Ottow en Johann G. Geissler, de twee eersten ooit in Nederlands-Nieuw-Guinea. Hun werk werd later overgenomen door de Utrechtse Zendingsvereniging. De protestante zending is er tot op de dag van vandaag actief.
Het eiland verdient ook een voetnoot in de geschiedenis door het verblijf van de Britse natuuronderzoeker Alfred Russel Wallace, de latere wereldberoemde auteur van The Malay Archipelago (1869). Wallace ontmoette daar in 1858 de leden van de Nederlandse Etna-expeditie die langs de noordkust van Nieuw-Guinea op zoek waren naar een geschikte plaats voor een definitieve Nederlandse bestuurspost. De Etna-expeditie en de tekenaar-cartograaf van de expeditie Hermann von Rosenberg worden nog vermeld in Wallace's boek.
Het eiland Mansinam maakt nu deel uit van het stedelijk gebied van Manokwari.

## Trivia
Mansinam en de eerste zendingspost daar onder Ottow en Geissler vormen het onderwerp van het christelijke jeugdboek Carl's kerstfeest in Papoea-land door Albert Zaaier (Nijkerk, G.F. Callenbach, 1939).